# Sky Tower (Abu Dhabi)
La Sky Tower è un grattacielo ad uso misto di Abu Dhabi.

## Caratteristiche
L'edificio, alto 312 metri per via di un'antenna sul tetto ma strutturalmente alto 292 metri, ha 74 piani destinate all'uso sia residenziale che commerciale. E'il quinto edificio più alto della città e il ventottesimo più alto del paese.